# Dolná Seč
Dolná Seč é um município da Eslováquia, situado no distrito de Levice, na região de Nitra. Tem 8,78 km² de área e sua população em 2018 foi estimada em 481 habitantes.

## Demografia
| Ano:        | 1994 | 2004   | 2014   | 2024    |
| ----------- | ---- | ------ | ------ | ------- |
| Broj ljudi: | 420  | 446    | 454    | 566     |
| Razlika:    |      | +6,19% | +1,79% | +24,66% |

| Ano:               | 2023 | 2024   |
| ------------------ | ---- | ------ |
| Número de pessoas: | 558  | 566    |
| Diferença:         |      | +1,43% |